# 滋賀県立びわ湖フローティングスクール

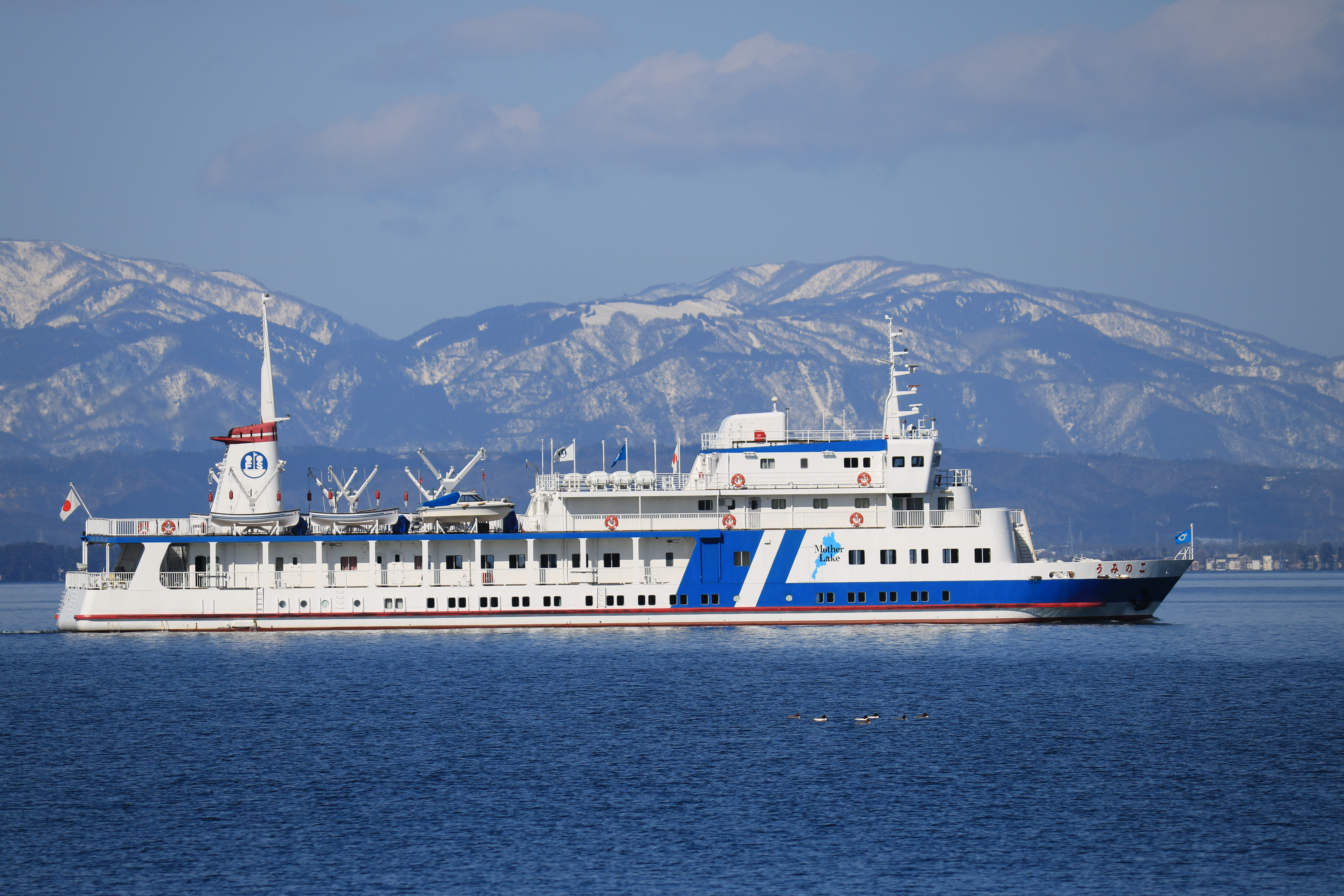
航海中の様子 - 沖島（背景は箱館山）

滋賀県立びわ湖フローティングスクール（しがけんりつびわこフローティングスクール）は、滋賀県在住の小学5年生などを対象にした学習船「うみのこ」を運営する県の機関である。なお、事業主体は滋賀県教育委員会である。

## 概要
滋賀県内すべて（一部県外あり）の小学5年生を対象に学習船「うみのこ」（湖の子）に乗船・航海し、宿泊をともなう教育を実施している。郷土への理解や対人・協調関係を養う「ふれあい体験学習」のほか、琵琶湖を教育の場所としていることから、同湖の環境を主なテーマとした「びわ湖環境学習」を行っている。なお、複数の学校が同時に乗船・航海し、他校の児童と混合したグループ分けを行った上で体験学習を行う。このほか、「琵琶湖・淀川流域小学生交流航海」として、他府県の小学生を含めた航海を行うこともある。運営はびわ湖フローティングスクールのスタッフのほか、「湖の子」サポーターや食育「湖の子」守り隊など、市民ボランティアが組織され支援を行っている。
2012年（平成24年）には、内閣総理大臣賞である第5回海洋立国推進功労者表彰を受賞した。受賞理由は「青少年の健全な育成及び琵琶湖の環境保全を目的として、1983年（昭和58年）から琵琶湖上において、学習船「うみのこ」（総トン数928トン）による、滋賀県内の全小学5年生を対象に、船ならではの宿泊体験学習を実施していることである。なお、国土交通省は受賞理由として「地方自治体自らが船を所有し、船の教育的機能を小学校の教育課程に明確に位置付け、学校教育の一環として船内での湖上宿泊体験学習を実施していることは全国に類を見ない教育活動として注目されている」とコメントしている。
普段は小学生向けの学習船として運航されているが、びわ湖フローティングスクールの理解などを目的として一般向けの航海を実施することがある。

## 沿革
- 1969年（昭和44年） - 「滋賀青年の船」事業を開始する。
- 1980年（昭和55年） - 「びわ湖少年の船」事業を開始する。
- 1982年（昭和57年）3月26日 - 滋賀県議会にて「びわ湖フローティングスクール事業」が議決される。
- 1983年（昭和58年）
  - 2月8日 - 学習船起工。
  - 7月5日 - 学習船進水、「うみのこ（湖の子）」と命名。
  - 8月2日 - 初代「うみのこ」が就航し、びわ湖フローティングスクールを開校する。
- 1984年（昭和59年）4月16日 - 学習船として本格的な運用を開始する。
- 2001年（平成13年） - バイオディーゼル燃料 (BDF) の使用を開始する。
- 2012年（平成24年） - 第5回海洋立国推進功労者表彰（内閣総理大臣賞）を受賞する。
- 2017年（平成29年）12月28日 - 代替船「うみのこ」（2代）が杢兵衛造船所で進水する[9][10]。
- 2018年（平成30年）
  - 3月11日 - 現有船の引退セレモニーを開催[11][12]。
  - 6月4日 - 2代目の「うみのこ」が就航[6]。当初は同年5月9日に就航を予定していたが、内装工事が遅れたため延期となった[13]。
  - 8月8日 - 2代目「うみのこ」を採用したデザインの近畿宝くじ[14]が、同日から8月21日まで発売される[15]。

## 学習船「うみのこ」

### 初代
船内の旅客施設は、主たる利用者である小学5年生を基準としたサイズで設置されている。各室定員20名の宿泊室（大部屋）、学習室、食堂（定員110名）、会議室、見学室など船内設備のほか、カッターボートを搭載。また、バリアフリー設備として車椅子用の搭乗リフターやエレベーターが設置されている。船舶の運航業務は琵琶湖汽船が、食堂の給食業務は子会社の琵琶湖汽船食堂が受託していた。
2018年の2代目就航後は大津市今堅田の湖上に係留され県内の自治体や民間への売却を計画したものの売却合意に至らず、2019年4月に廃船が決定した。
船舶要目
1983年8月就航。928総トン、全長65メートル、幅12メートル、航海速力8 - 9ノット。
旅客定員（児童）240名。日立造船神奈川工場建造、杢兵衛造船所（大津市今堅田）にて組立。
琵琶湖総合開発特別措置法による開発に対応するため、満載喫水は1 mとなっている。
船内
- 4階 - 操舵見学室
- 3階 - 管理室、会議室、教職員室（3室）、保健室、カッター船
- 2階 - 学習室、食堂、ロビー
- 1階 - 宿泊室（20名×12室）、洗面所、シャワー室、教職員室（1室）

### 2代
初代船の老朽化に伴い、2018年度より就航。建造にあたっては2008年に創設した建造基金、ふるさと納税を活用した寄付のための条例が設けられ、クラウドファンディングを用いた支援も行われた。
設備
船内の設備については、以下の3点に配慮し整備された。
- 「安全な学習船」 - Z型推進装置2基による安全迅速な離接岸の実現、各種安全設備
- 「安心できる学習船」 - 電気推進による環境配慮や騒音の軽減、インクルーシブ教育に対応したユニバーサルデザイン等を用いた環境整備
- 「学びが深まる学習船」 - 教育施設としての教材備品整備、無線LANによる航海データと琵琶湖の自然学習コンテンツの配信やタブレットによる学習支援

船内
- 4階 - 小会議室、操舵見学室
- 3階 - 多目的室、実験室、大会議室、所員室（1室）
- 2階 - 保健室、看護室、活動・宿泊室（16名×10室・10名×2室）、シャワー室、車いすリフター、教職員室（2室）
- 1階 - 所員室（2室）、管理室、学習室兼食堂
- 地下1階 - 教職員室（6室）、防災倉庫

## 所在地
- 滋賀県大津市浜大津5丁目1-7 （大津港[24]）

## その他
- 船内での食事メニューに「うみのこカレー」と呼ばれるカツカレーがあり、びわ湖フローティングスクールの名物メニューとして定着している[2]。なお、同料理は2021年から年1回のペースで滋賀県内にあるセブン-イレブンで限定販売を行っている[注 1][26][25][27]。なお、同商品を販売するセブン-イレブン・ジャパンは2008年（平成20年）9月17日に滋賀県との間で包括連携協定を締結している[28]。